# Paulitschsattel
Paulitschsattel (slovenska: Pavličev Vrh) är ett bergspass i Österrike, på gränsen till Slovenien.   Det ligger i distriktet Völkermarkt och förbundslandet Kärnten, i den sydöstra delen av landet, 240 km sydväst om huvudstaden Wien. Paulitschsattel ligger 1 579 meter över havet.
Terrängen runt Paulitschsattel är bergig åt sydost, men åt nordväst är den kuperad. Paulitschsattel ligger uppe på en höjd. Närmaste större samhälle är Bad Eisenkappel, 8,0 km norr om Paulitschsattel. 
I omgivningarna runt Paulitschsattel växer i huvudsak blandskog. Runt Paulitschsattel är det mycket glesbefolkat, med 3 invånare per kvadratkilometer.